# Локомотив (футбольний клуб, Бессарабка)
«Локомотив» (рум. Locomotiv) — професіональний молдовський футбольний клуб з міста Бессарабка.

## Історія
Заснований 1995 року в місті Бессарабка, представляв місцеву залізничну компанію. У сезоні 1995/96 років став переможцем Дивізіону «A». У Кубку Молдови 1995/96 «Локомотив» зумів дістатися півфіналу, де поступився майбутньому володареві трофея — кишинівському «Конструкторулу». Перемога у Дивізіоні «A» дозволила клубу наступного року виступати у Національному дивізіоні. У вищій лізі Молдови сезону 1996/97 років клуб посів 8 місце. Наступного сезону клуб вилетів із Національного дивізіону, посів 10-те місце.
Наступного сезону посів 5-те місце, команді не вистачило лише 3-х очок для підвищення в класі, але через фінансові проблеми змушений був опуститися до Дивізіону «Б». Потім виступав на аматорському рівні, а в 2013 році припинив своє існування.

## Досягнення
- Національний дивізіон
  - 8-ме місце (1): 1996/97

- Кубок Молдови
  - 1/2 фіналу (1): 1995/96

- Дивізіон A Молдови
  -  Чемпіон (1): 1995/96

## Відомі гравці
- / Ігор Урсакі